# Nishi-ku (Osaka)
Nishi (西区, Nishi-ku) est l'un des vingt-quatre arrondissements d'Osaka. Situé à l'ouest du centre de la ville (Nishi veut dire « Ouest » en japonais), il est détruit à 80 % lors de bombardements au cours de la Seconde Guerre mondiale et n'a été reconstruit que vers le milieu des années 1960.

## Histoire récente
De 1990 à 2010, l'arrondissement a connu un accroissement de population de 20 000 habitants, en même temps qu'un processus de gentrification et de changement de populations.

## Gouvernement et organisations internationales
Gouvernement local
- Ville d'Ōsaka, mairie de Nishi (près de la station de métro Nishi-Nagahori (cf. métro d'Ōsaka)

Consulat
- Consulat chinois (près de la station de métro Azawa)[3].

## Culture
- Bibliothèque centrale d'Osaka (près de la station de métro Nishi-Nagahori)
- Ciné Nouveau
- Parc Utsubo
- annexe d'Osaka du Kōsei Nenkin Kaikan (厚生年金会館?), réseau de salles de concert publiques.

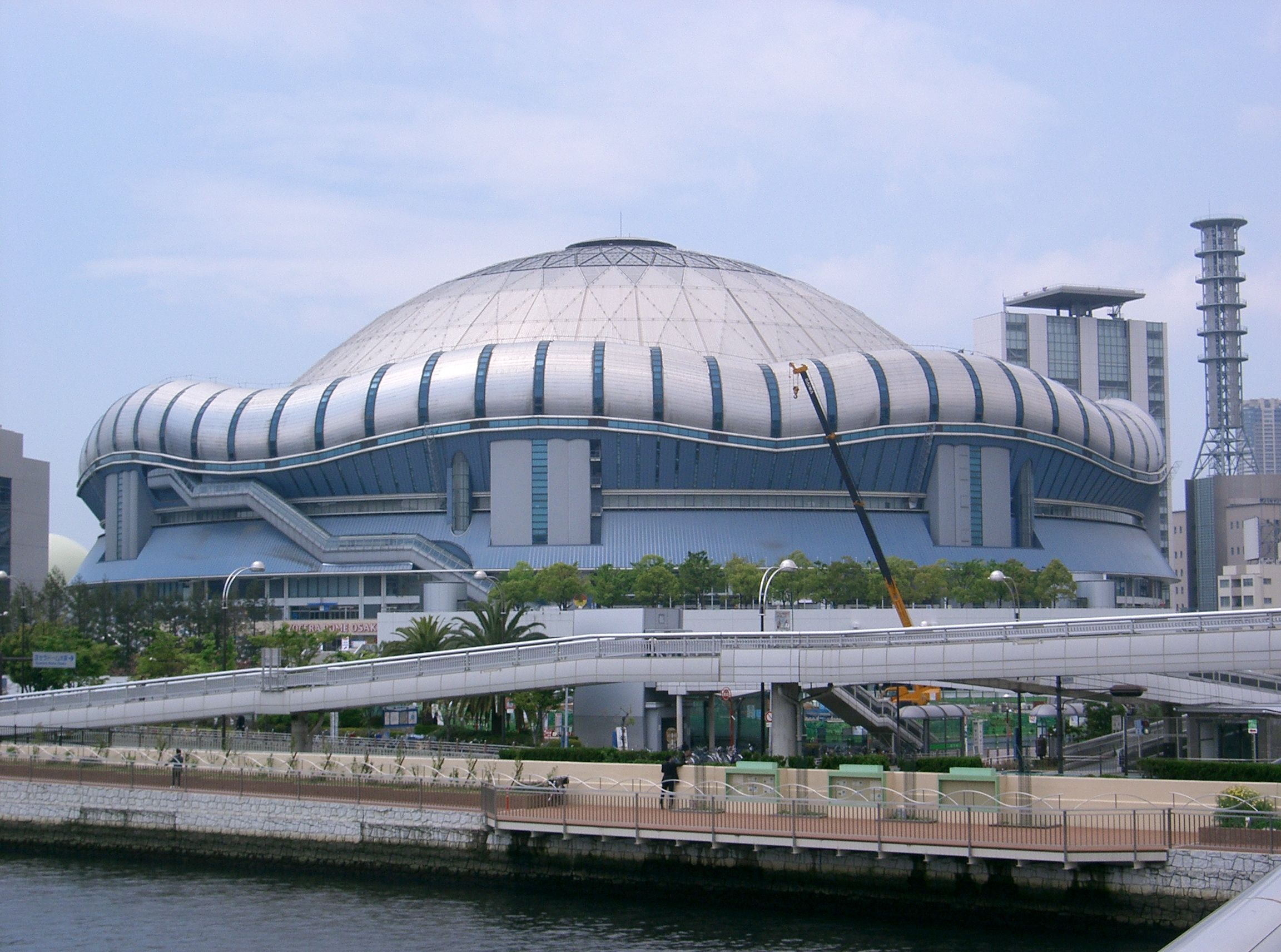
Osaka Dome.

- Shinmachi
- Osaka Dome, stade de baseball.

## Économie
Jusque dans les années 1990, l'arrondissement était connu pour ses magasins de meubles.
- Konica Minolta a son siège dans l'arrondissement[4].

- Hainan Airlines possède des bureaux au cinquième étage du Century Building sis à Nishi-ku[5].
- APA Hotel Osaka Higobashi Ekimae

## Missions diplomatiques
Le consulat général de la république populaire de Chine à Osaka se trouve à Nishi-ku.

## Personnes célèbres nées à Nishi-ku
- Motojirō Kajii (1901-1932)